# みずき紗英
みずき 紗英（みずき さえ、1984年12月12日 - ）は、日本のAV女優、元ストリッパー。
東京都出身。身長153cm、スリーサイズ はB86cm（Eカップ）・W60cm・H86cm。血液型はO型。

## 略歴
2004年9月にh.m.pから『恥じめましてエクスタシー』でAVデビューする。
2006年2月11日にはストリップに進出、東洋ショー所属ダンサーとして同劇場で初舞台を踏む。

## 人物
清楚な容姿、Eカップのバスト、そしてその顔に似合わない大胆な振る舞いが魅力。
趣味はペットの犬と遊ぶこと、料理、手芸、プロレス観戦。特技は卓球。
座右の銘は「のびのび」。

## 主な出演作品

### アダルトビデオ
- ピンク色の快感 恥じめましてエクスタシー（2004年9月30日、プラチナティファニー）
- ロマンチスト変態 わたしが濡れるとき…（2004年9月30日、ダイヤモンドティファニー）
- エロスなサプリ…（2004年10月10日、h.m.p）
- うずうずしびれる もう一度…絶頂体験（2004年10月31日、プラチナティファニー）
- コスプレSEX 7変化（2004年11月21日、h.m.p）
- しぼりたての快感…（2004年12月28日、ダイヤモンドティファニー）
- ペロペロしたい? （2004年12月28日、h.m.p）
- 淫らな痴女、レズ風味。（2005年1月21日、h.m.p）
- わたしが痴女になるとき…（2005年1月25日、ダイヤモンドティファニー）
- 女舌…メスのエクスタシー（2005年1月25日、h.m.p）
- 妄想、欲しい…（2005年2月21日、h.m.p）
- どエロい妄想 欲暴でひっぱたいて…（2005年2月25日、ダイヤモンドティファニー）
- 監禁…シビれるレイプ!!（2005年03月21日、h.m.p）
- イジめる肉欲…いれてごらん?（2005年3月28日、ダイヤモンドティファニー）
- 監禁…犯されまくる女 どエロい妄想（2005年3月28日、h.m.p）
- 巨乳ハプニング学園（2005年4月21日、h.m.p）
- 先生! セクハラですよっ 放課後のイケイケ学園（2005年4月22日、ダイヤモンドティファニー）
- 女子校生ムラムラ学園 （2005年4月22日、h.m.p）
- I AM FU-ZOKU 貴方のヨロコビのために…（2005年5月21日、h.m.p）
- ハダカ天国♥ふしぎ探険 I AM FUZOKU（2005年5月31日、ダイヤモンドティファニー）
- 催眠覚醒SMファック（2005年7月29日、ダイヤモンドティファニー）
- Full Volume! GOLD（2005年8月21日、ビデオバンク）- 総集編
- 初セル（2005年9月13日、DIVA）
- 最高のオナニーのために（2005年10月13日、DIVA）
- 極淫恥療おちんぽ科〜保険のきかない痴女医のマン汁点滴〜（2005年11月13日、ISM）
- 痴女と精子V（2005年12月13日、ACID）
- 三ツ星風俗店No1アイドル（2006年1月13日、ISM）
- 拷問くらぶ 淫口謝肉祭（2006年2月13日、ACID）
- 初ぶっかけ・ザーメン遊戯（2006年3月13日、ACID）
- W女王様（2006年4月13日、ACID）- 他出演：長谷川真夕